# 밍산구 (번시시)

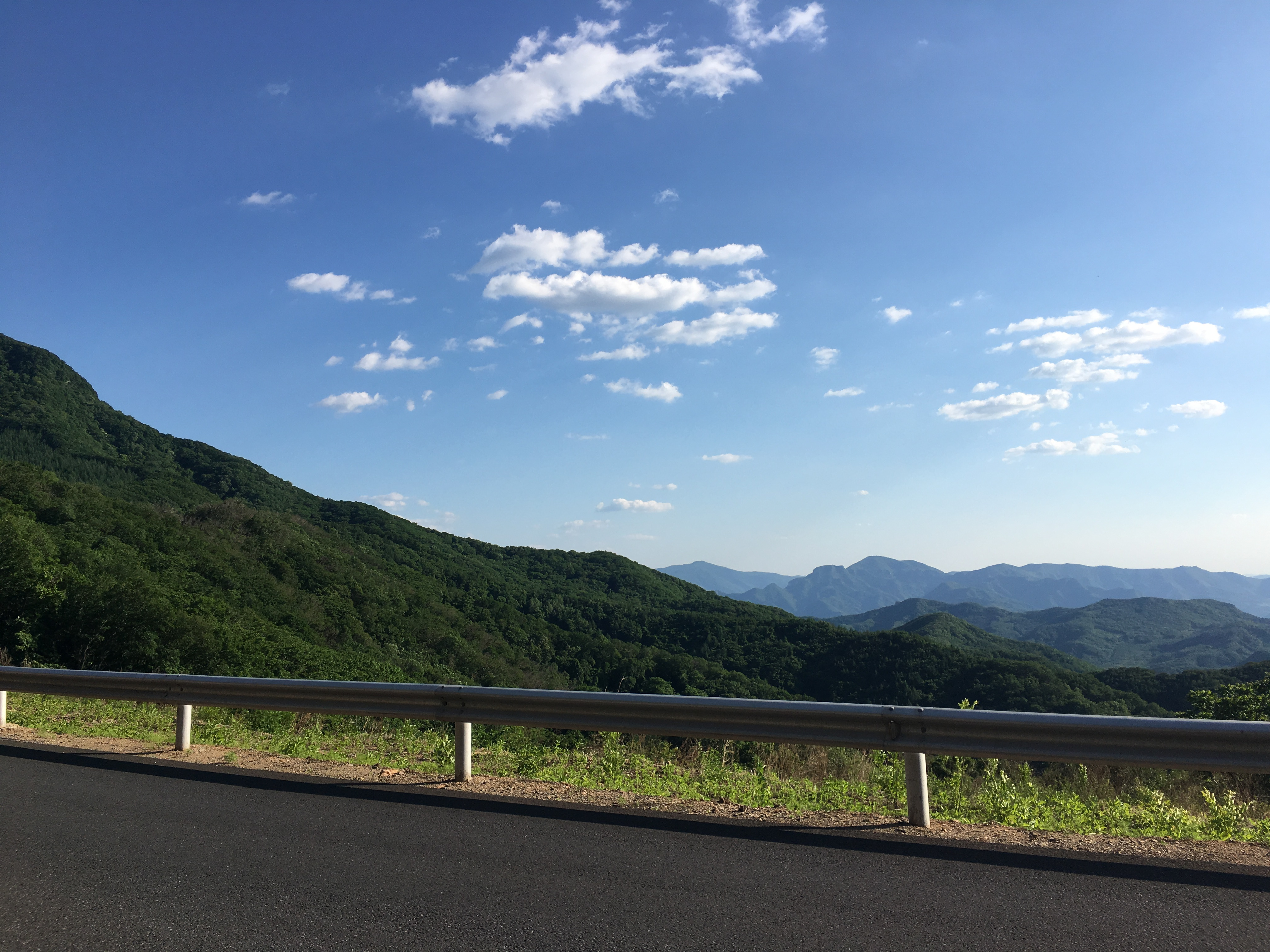

밍산구(한국어: 명산구, 중국어: 明山区, 병음: Míngshān Qū)는 중화인민공화국 랴오닝성 번시 시의 행정구역이다. 넓이는 410 km2이고, 인구는 2007년 기준으로 320,000명이다.

## 행정 구역
8개 가도, 1개 진을 관할한다.
- 가도: 金山街道, 北地街道, 高峪街道, 明山街道, 东兴街道, 新明街道, 牛心台街道, 卧龙街道.
- 진: 高台子镇.